# Echinoptilum asperum
Echinoptilum asperum är en korallart som beskrevs av Sydney John Hickson 1916. Echinoptilum asperum ingår i släktet Echinoptilum och familjen Echinoptilidae. Inga underarter finns listade i Catalogue of Life.